# 北京博爱医院
北京博爱医院 (英語：Beijing Boai Hospital)，创立于2001年4月29日，是一所集医疗、科研、教学、预防、保健、康复为一体的大型三级甲等中医医院，位于中华人民共和国北京市丰台区角门北路10号，总建筑面积12万平方米，固定资产4.47亿元，编制床位1100张，员工1600余人，隶属于中国康复研究中心。